# Poverty porn

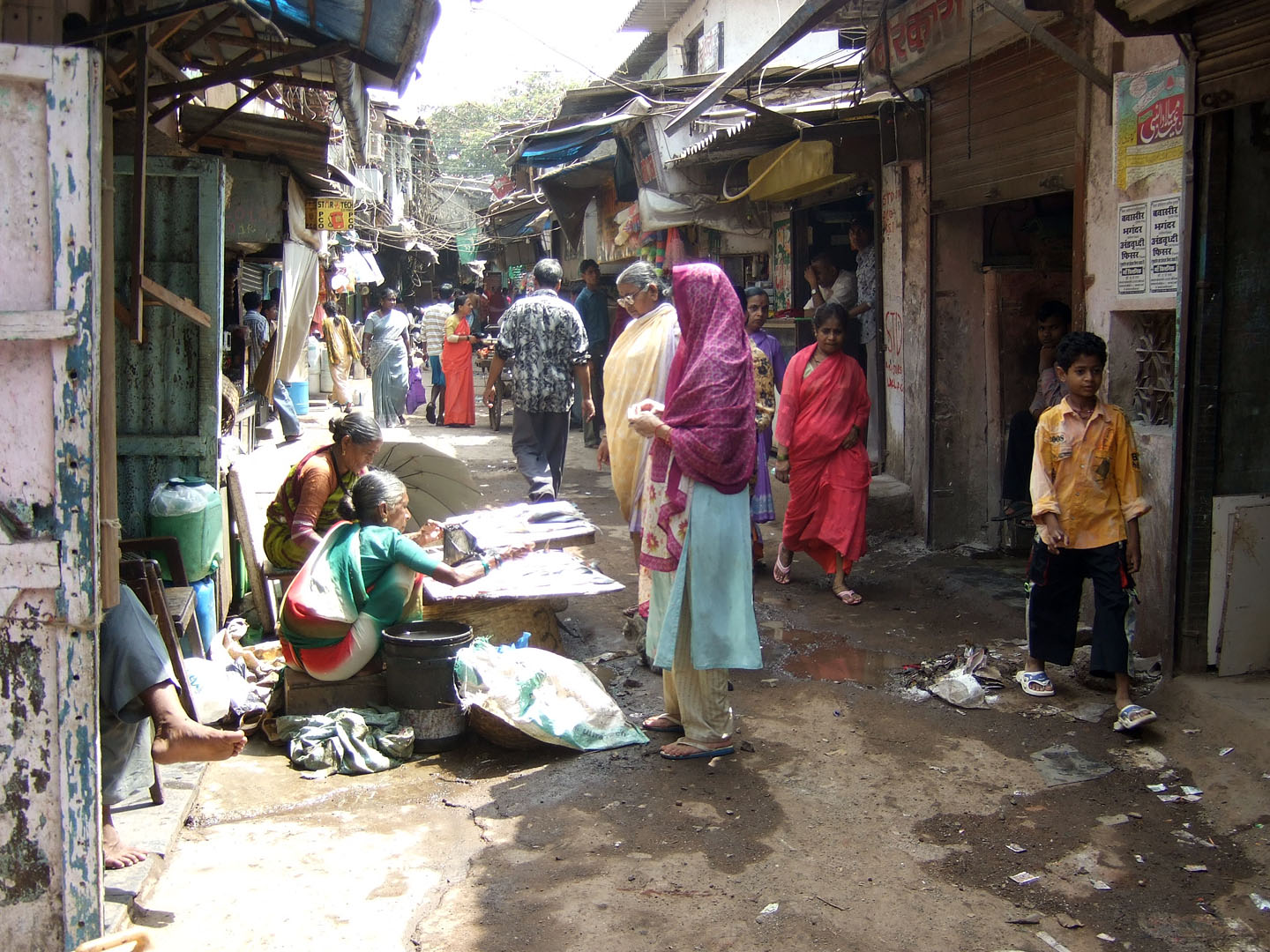
Dharavi Slum in Mumbai, Indien. Dieser Slum wurde als Drehort für den Film Slumdog Millionaire von 2008 verwendet

Poverty porn (in deutsch etwa „Armutsporno“) ist der Name für eine Taktik durch Medien, welche Armut zeigen, Mitgefühl zu erregen. Die betroffenen Personen werden danach Geld ausgeben, welches für Spenden oder andere Zwecke benutzt werden kann. Andere vor allem im Englischen gebräuchliche Begriffe sind Pornographie der Armut (engl. pornography of poverty), Entwicklungsporno (development porn), Hungerporno (famine porn) oder Stereotypenporno (Stereotype porn). Gemäß Definition benutzen diese Medien (Printmedien, Fotografie oder Film) die „Lage der Armen um das nötige Mitgefühl zu erregen, um Zeitungen zu verkaufen, mehr gemeinnützige Spenden zu ergattern, oder Geld für einen anderen Zweck zu sammeln.“ Der Begriff legt auch nahe, dass der Betrachter dadurch grundlegende Bedürfnisse befriedigt. Des Weiteren wird der Begriff dazu eingesetzt, Kritik an Filmen zu üben, welche Personen objektifizieren, um einen privilegierten Zirkel von Betrachtern zu unterhalten.

## Ursprung des Begriffs
Die Strategie wurde erstmals in den 1980er Jahren verwendet, welche als Goldenes Zeitalter der Hilfskampagnen gelten. Kampagnen benutzen während dieser Zeit starke Bilder, zum Beispiel von unterernährten Kindern, mit Fliegen in ihren Augen. Dies wurde schnell zum Trend, und es gab mehrere wichtige Kampagnen wie Live Aid. Obwohl manche dieser Kampagnen erfolgreich waren und bis zu 150 Millionen Dollar zur Bekämpfung des Hungers einsammeln konnten, wurde auch Kritik laut: Manche Beobachter meinten, das Problem der chronischen Armut werde dadurch verharmlost. Diese Kritiker nannten die Kampagnen sensationsgeil; sie waren auch die ersten, welche den Term „poverty porn“ benutzten.
Wie einige glaubten, benutzten die Medien zu jener Zeit fälschlicherweise das Bild von Kindern, welche in Armut leben müssen. Gegen Ende des Jahrzehnts benutzten die Medien positivere Bilder für ihre Erzählungen. In den letzten Jahren scheinen Schockbilder wieder vermehrt verwendet zu werden.
Der eigentliche Begriff „poverty porn“ wurde erst Jahre später verwendet. Eines der ersten Beispiele ist die Kritik zum Film Angela's Ashes von 1999, welcher im Januar 2000 im elektronischen Newsletter Need to Know publiziert wurde.  Dort wurde der Term zwar nicht definiert, die Darstellung von Armut im Film wurde aber als „schwerfälliges Erbrochenes voller Armutspornos“ charakterisiert.

## Für Hilfsaktionen
Das Vorgehen ist kontrovers, da manche glauben, es sei ausbeuterisch, andere jedoch meinen, es hülfe Organisationen dabei, ihre Ziele zu erreichen. Hilfsorganisationen wie UNICEF oder Oxfam stellen Situationen wie Hungersnöte, Armut und Kinder oft gemeinsam dar, um Sympathien zu erlangen und mehr Spenden zu erhalten.
Obwohl Poverty porn als ein Mittel gesehen werden kann, mehr Spendengelder zu erhalten, glauben viele, es stelle eine verformte Realität dar, indem es eine Gesellschaft zeigt, die aus eigener Kraft bzw. ohne westliche Hilfe nicht überleben kann. Des Weiteren glauben viele, dass die verwendeten Bilder zu voyeuristisch sind.
Die Debatte, ob Stereotypen und Sensationalismus dazu benutzt werden sollen, Empathie zu erzeugen, wird oft geführt. Chimamanda Ngozi Adichie, ein Schriftsteller aus Nigeria, merkt dazu an, dass das Problem mit Stereotypen nicht sei, dass sie falsch sind, sondern dass sie unvollständig sind; sie machen aus einer Geschichte die einzige Geschichte.
Während ihrer Spendenkampagne versuchen Hilfsorganisationen jene zu befragen, für welche die Hilfe bestimmt ist. Sie tun dies, um mehr Authentizität zu bekommen. Es ist jedoch häufig, dass jene, welche mit vielen anderen Problemen zu kämpfen haben, sich nicht für Bilder zur Verfügung stellen oder ihre traumatisierende Geschichte erzählen wollen. Dies zeigt einmal mehr, das Leute sich dafür schämen, in einer desolaten Situation zu leben und das poverty porn jene in den Medien zeigt, die dort eigentlich nicht gezeigt werden wollen.
In einem Fall führte dieses „Bedürfnis“ nach Stimmen, um diesen Stil des Fundraising zu rechtfertigen, dazu, dass eine Organisation fiktive „bedürftige Kinder“ erschuf und emotionale Briefe verschickte, die von diesen nicht existierenden Kindern „geschrieben“ worden waren. CNN deckte auf, dass die St. Josephs Indian School in South Dakota Millionen von Dollar an Spenden ergatterte, weil sie die „ärgste Form von Poverty porn“ benutzte. CNN schrieb, dass diese Schule von Personen geleitet wurde, welche nicht zu den Ureinwohnern zählten, „ein Vermögen durch rassistische Stereotypen verdiente“.

## In den Medien
Die Medien benutzen Poverty Porn, indem sie Bilder von Armen zeigen, welche den Betrachter wachrütteln sollen. Die Bilder sollen bei den Betrachtern Emotionen hervorrufen. Es wird jedoch allgemein angenommen, dass die öffentliche Enthüllung des eigenen Elends durch Bilder, Interviews und andere Mittel ein unzulässiger Eingriff in die Privatsphäre ist.
Die Verwendung eines einzelnen Fotos, um ein ganzes Land als mittellos zu bezeichnen, lässt das Publikum fälschlicherweise annehmen, dass das gesamte Land die gleiche Geschichte teilt.
Ali Heller, ein Nigerianischer Schriftsteller und Anthropologe meint dazu: „Nehmen Sie einen Moment lang an, Sie litten unter chronischer Inkontinenz. Nehmen Sie weiter an, dass sie keinen Zugang zu Windeln für Erwachsene oder Damenbinden hätten. Stellen sie sich jetzt vor wie die Säure des Urins Ihre Oberschenkel verbrennt, die Haut aufreisst, und sie der Gefahr einer Infektion aussetzt. Stellen Sie sich jetzt die Scham vor, die Sie empfänden -ein Erwachsener, der unfähig ist, zu verhindern, dass beim Besuch eines Freundes auf dessen Stuhl ein wenig Urin zurückbleibt... Warum müssen wir die Extremfälle ins Rampenlicht stellen, wenn der Normalfall schlimm genug ist?“

## In der Politik
In der westlichen Welt fand „poverty porn“ auch oft Verwendung in der Politik. Die Parteien des linken Spektrums benutzen den Begriff, um die Armen durch ihre Schicksale als Opfer darzustellen; die Parteien des politisch rechten Spektrums benutzen ihn, um über den Wohlfahrtsstaat und seine Unzulänglichkeiten zu wettern.

## Werke
- Hillbilly Elegy[23]
- Can't Pay? We'll Take It Away!
- The Scheme
- Benefits Street[8][24][25][26][27]
- Slumdog Millionaire[28] Es wurde gesagt, dass Gewaltdarstellung gegen Arme sensationslustig dargestellt wurde, wahrscheinlich damit sich das Publikum an den Schicksalen erbauen kann, statt dass Empathie aufkommt.
- Famous, Rich and Hungry[29]
- Rich Hill[30]
- Struggle Street[31]
- The Last Face
- Donnybrook
- Extreme Makeover: Home Edition
- Nomadland[32]
- The Briefcase
- Tom's Shoes